# رين أودو
لويز رينيه ليدوك وعُرفت بلويز رين أودو (بالإنجليزية: Louise Reine Audu)‏ هي بائعة فاكهة فرنسية اشتهرت بدورها في الثورة الفرنسية. وتعد واحدة من أبطال الثورة. في 5 أكتوبر 1789 قامت هي، جنبًا إلى جنب مع ذيروقن دي ميريكورت، بقيادة المسيرة النسوية إلى قصر فرساي. أودو من مكان في شمال غرب فرنسا يُدعى قلعة-جونتييه.
في كتاب نُشر عام 1802، أفاد المؤلف بيير جوزيف ألكسيس روسيل أن رين أودو عانت من تدهور صحتها العقلية أثناء إقامتها في السجن وأنها «ماتت مجنونة في المستشفى عام 1793».